# Skrzynka (powiat myślenicki)

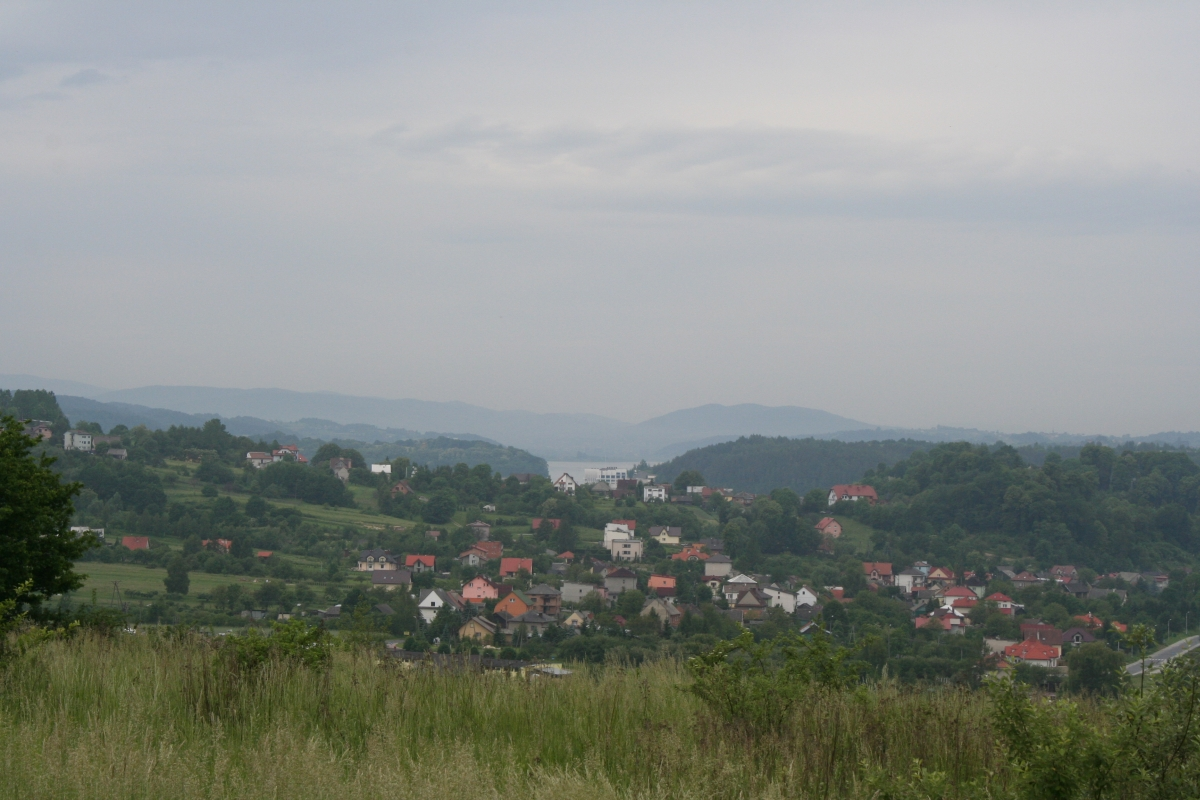
Widok ze Skrzynki na Dobczyce i jezioro

Skrzynka – wieś w Polsce położona w województwie małopolskim, w powiecie myślenickim, w gminie Dobczyce.
W latach 1975–1998 miejscowość należała administracyjnie do województwa krakowskiego.
Miejscowość pochodzi prawdopodobnie z XIII wieku.
Rodzinna wieś Franciszka Mroza.
Na terenie wsi działa Ochotnicza Straż Pożarna.

## Części wsi
| SIMC    | Nazwa      | Rodzaj    |
| ------- | ---------- | --------- |
| 0317027 | Przymiarki | część wsi |

## Zabytki
- Kapliczka III upadku na Skrzynce Dolnej (płaskorzeźby świętych: Antoniego, Rozalii, pod nimi Chrystus w III upadku, u góry krzyż z wizerunkiem Pana Jezusa, po bokach inni święci).
- Kapliczka przy drodze Dobczyce – Stadniki na Skrzynce Dolnej, która przedstawia postać Matki Boskiej.
- Kamienna kapliczka przy drodze na Górnej Skrzynce z 1904 roku.

W górnej części wsi znajduje się punkt widokowy na Zbiornik Dobczycki, Dobczyce, Pogórze Wielickie i Beskidy.